# سيمون جارنر
سيمون جارنر (بالإنجليزية: Simon Garner)‏ (23 نوفمبر 1959 في المملكة المتحدة - ) هو لاعب كرة قدم بريطاني في مركز الهجوم. لعب مع بلاكبيرن روفرز ونادي توركي يونايتد وويكمب وندررز ووست بروميتش ألبيون ونادي وكينغ ونادي بوسطن يونايتد.

## وصلات خارجية
- سيمون جارنر على موقع قاعدة بيانات كرة القدم.إي يو (الإنجليزية)
- سيمون جارنر على موقع Soccerbase.com (لاعب) (الإنجليزية)